# 仮想敵部隊
仮想敵部隊（かそうてきぶたい）とは、軍事演習において敵軍を演じる為に編成される部隊である。英語ではopposing force（対抗部隊）と呼ばれるほか、アメリカ合衆国やオーストラリアではこれを略したOPFORが使われる事も多い。またカナダでは単にenemy force（敵軍）という表現も使われる。空軍・航空部隊では同様の部隊をアグレッサー部隊(aggressor squadron)と呼ぶ。

## 概要
基礎的な訓練・演習においては、シナリオに沿った仮想敵を通常部隊が演じる事も多い。しかしその一方、多くの軍隊ではより高度で現実的な演習の実施に備えて「本物の敵」の再現を目的とする専門の訓練を受けた仮想敵部隊を設置している。通常、こうした演習では外交関係への影響を避けるため、特定国の軍事的特性を模倣しながらも実在の国名を用いないことが多い。
仮想敵部隊はまた、演習を通じていわゆるレッドチームとしての役割を果たすことも期待される。すなわち、あえて敵の立場から自軍の攻略を検討することで、自軍が持つ弱点を探り改善へと繋げるのである。
仮想敵部隊ではしばしば「本物の敵」のドクトリンや武器、装備が用いられ、制服も「本物の敵」を模したものか、そうでなくとも一般部隊と外見上の区別が行えるようなものが使用される。車両・航空機類は何らかの方法で鹵獲した「本物の敵」のものか、自軍の装備を「本物の敵」の装備風に塗装・改造したもの（仮想敵改造(Vismod)）が使用される。
仮想敵部隊との演習では空砲や発煙筒に加えて、多目的レーザー交戦システム(Multiple Integrated Laser Engagement System, MILES)やプラスチック弾、ペイントボールなどを用いて、通常の演習では省略される被弾による死傷の概念を取り入れることが多い。

## アメリカ軍のOPFOR
アメリカ軍では、冷戦期よりソビエト連邦を想定した大規模なOPFORを設置してきた。ソビエト連邦の崩壊後は対象を広げ、近年ではイラクやアフガニスタンといった国を想定することが増えている。
以下の3つの訓練センター(Training Center)がアメリカ陸軍における主要なOPFORの拠点である。
- カリフォルニア州フォート・アーウィン国立訓練センター(National Training Center, NTC) - 第11機甲騎兵連隊（英語版）
- ルイジアナ州フォート・ポーク統合即応訓練センター（英語版）(Joint Readiness Training Center, JRTC) - 第509落下傘歩兵連隊第1大隊
- ドイツ・ホーエンフェルス（英語版）統合多国籍即応センター(Joint Multinational Readiness Center, JMRC)[1]、旧戦闘機動訓練センター(Combat Maneuver Training Center, CMTC) - 第4歩兵連隊第1大隊

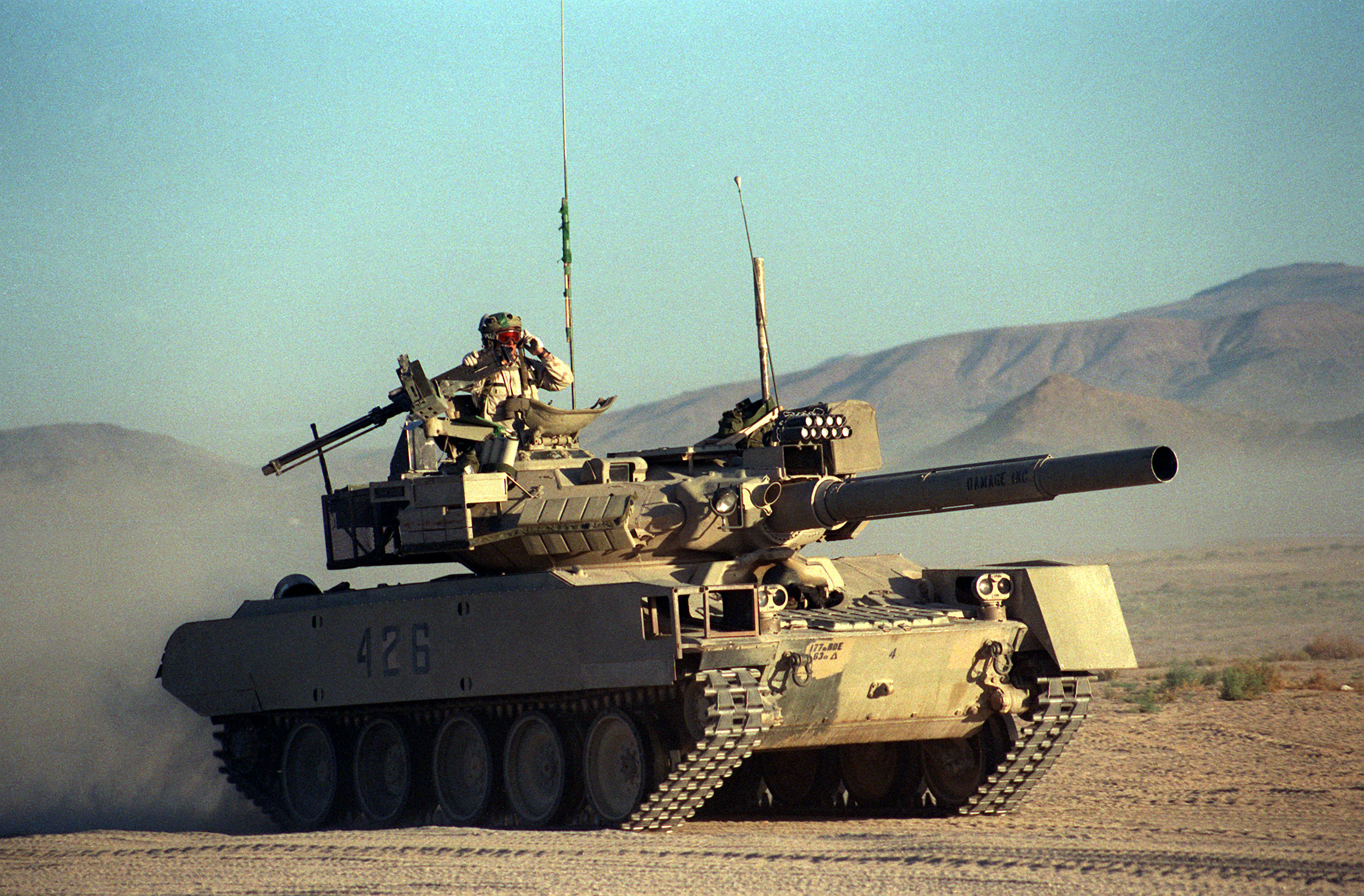
T-80戦車風の改造を施されたM551シェリダン。

NTCおよびJMRCの部隊はソビエト連邦軍の自動車化狙撃兵を模しており、多くの仮想敵改造を施された車両を保有する。NTCではT-80戦車風の改造を施されたM551シェリダン軽戦車を2003年まで使用していた。その他にもBRDM-2装甲車風の改造を施されたハンヴィー、BMP-2装甲車風の改造を施されたM113A2装甲車（OPFOR代用車両(OPFOR Surrogate Vehicle, OSV)と通称される）、T-80戦車風の改造を施されたM1エイブラムス（クラスノヴィアン派生戦車(Krasnovian Variant Tank, KVT)と通称される）、同じくT-80戦車風の改造を施されたM113A2装甲車（OSV-Tと通称される。Tは戦車(Tank)の意味）などが存在した。JMRCではBMP-2装甲車風のM113A2装甲車に加えて、T-80戦車風の改造を施されたM60A3戦車なども保有した。
1990年代半ば、JMRCではユーゴスラビアにおける平和維持活動に備えて低強度紛争を想定した訓練が実施された。現在ではイラク戦争後の対反乱作戦を想定した訓練が行われている。
2004年初頭、NTCではイラクやアフガニスタンにおける市街戦を想定した訓練が始まった。演習場内に大規模な中東風の複雑な街が再現され、アラビア語やクルド語を話すOPFOR隊員がアフガン・イラク風の衣装を着て市民および民兵を演じた。

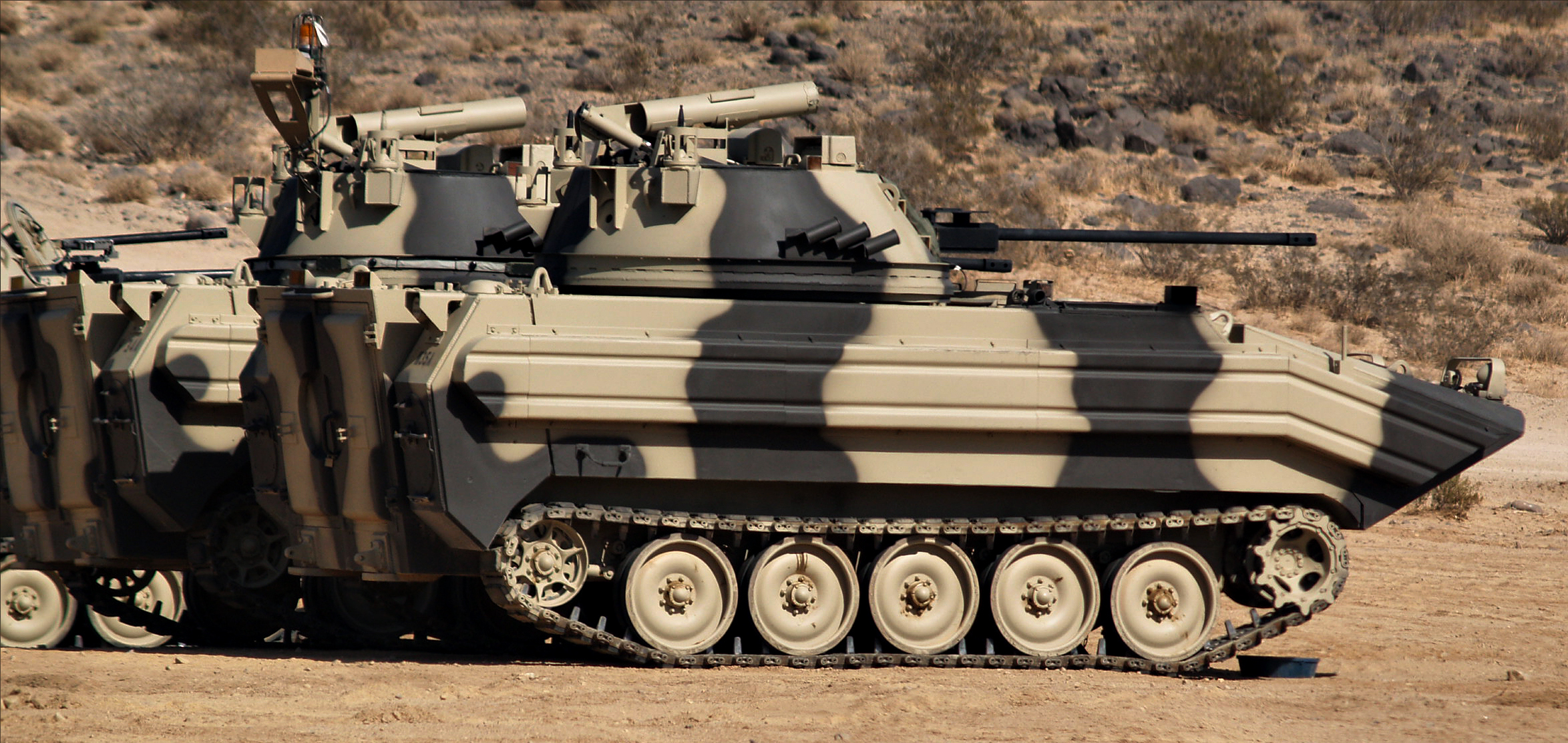
BMP装甲車風の改造を施されたM113A2装甲車（OSV）
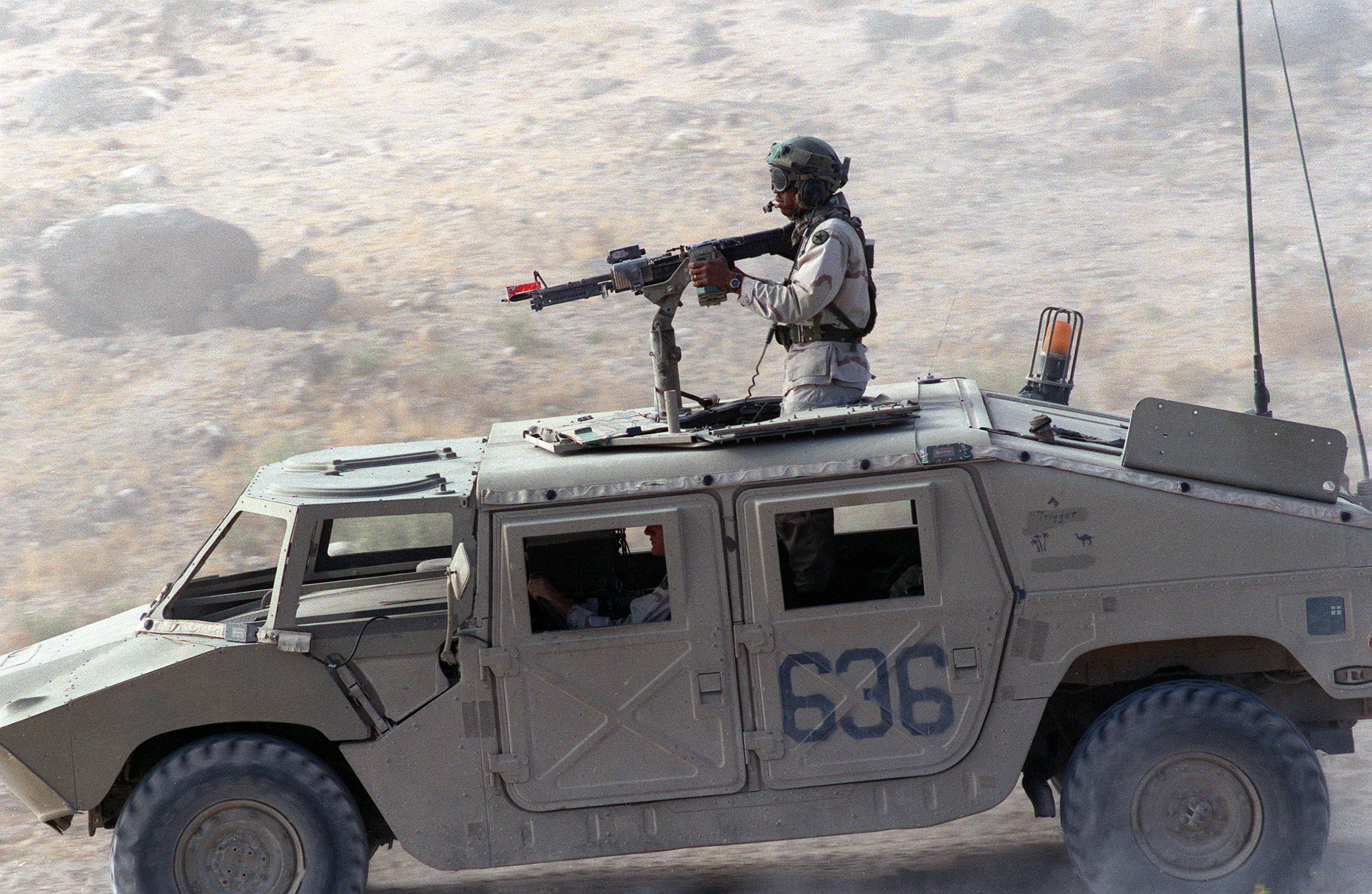
BRDM装甲車風の改造を施されたハンヴィー。
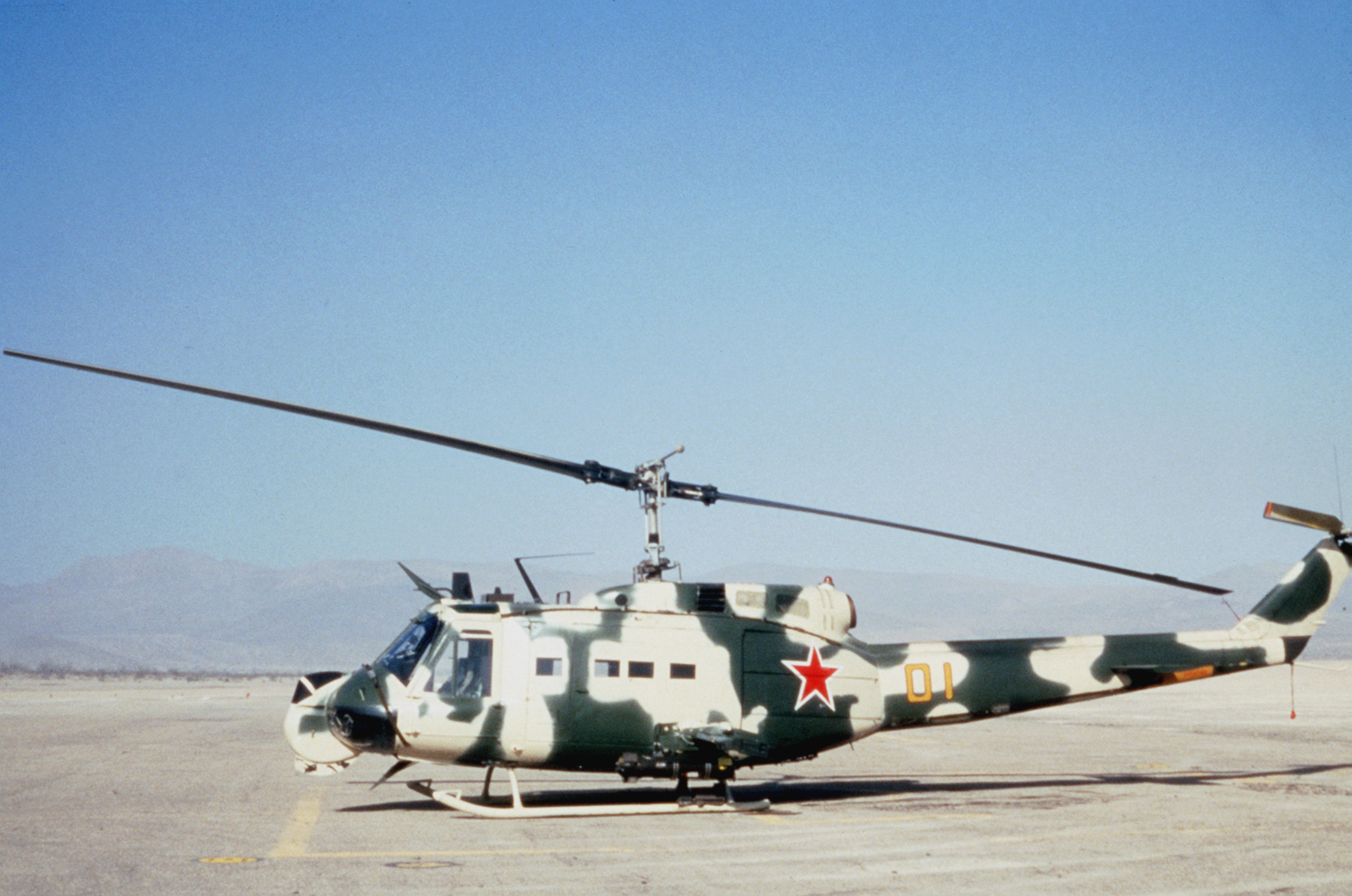
Mi-24風の塗装・改造を施されたUH-1ヘリコプター（1985年）
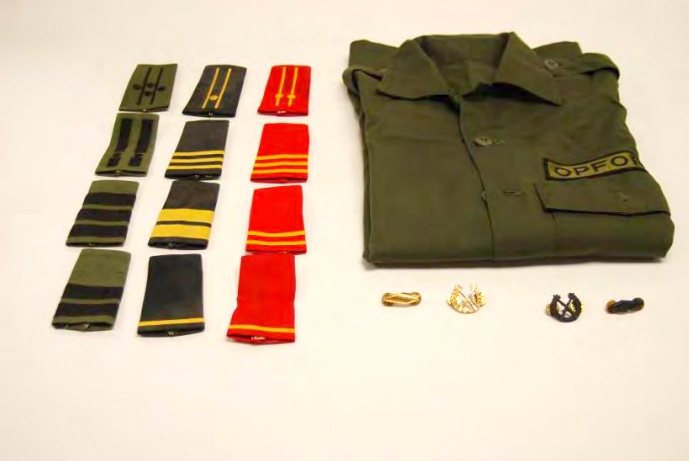
OPFORの制服の1つ。ソビエト連邦風の肩章がある。
中東風の衣装を着たOPFOR隊員。

## その他の国の仮想敵部隊
イギリス陸軍では、仮想敵部隊としてイギリス陸軍サフィールド訓練部隊を有する。
大韓民国陸軍では、科学化戦闘訓練団に仮想の朝鮮人民軍陸軍の任務を帯びる部隊がある。
日本でも、かつての大日本帝国海軍では昭和8年度以降の海軍大演習の艦隊対抗演習に際し、仮想敵部隊（アメリカ海軍を想定）として第四艦隊を臨時編成している。陸上自衛隊では、唯一の専門の仮想敵部隊として部隊訓練評価隊隷下の評価支援隊を有する。